# Jean-Baptiste-Antoine Forqueray
Jean-Baptiste-Antoine Forqueray (ur. 3 kwietnia 1699 w Paryżu, zm. 19 lipca 1782 tamże) – francuski kompozytor.

## Życie i twórczość
Forqueray pochodził z rodziny muzyków. Tak jak jego ojciec Antoine Forqueray był cudownym dzieckiem i grał dla króla jako pięciolatek. Jako ulubiony wirtuoz na dworze ściągnął na siebie niechęć i zazdrość ojca, który doprowadził do wypędzenia syna z kraju. W lutym 1726 Jean-Baptiste-Antoine Forqueray powrócił z dwumiesięcznego wygnania i został członkiem grupy muzycznej organizującej publiczne koncerty w Paryżu Concerts Spirituels. W 1727 razem z innym kompozytorem Jeanem-Pierre'em Guignonem wyruszył na tournée do Rennes i Nantes. Odtąd był człowiekiem znanym wielu kręgom arystokratycznym także za granicą. Fryderyk Wielki, król Prus, korespondował z nim, omawiając kwestie muzykologiczne.
Jesienią 1737 Forqueray grał razem z kompozytorem niemieckim Georgiem Philippem Telemannem. Razem wykonywali Nouveaux Quatuors (Nowe kwartety) Telemanna. We wrześniu 1742 przejął stanowisko ojca na dworze, które piastował do 1761. Potem służył u księcia Conti. Po śmierci arystokraty w 1776 Forqueray wycofał się z życia muzycznego. Z drugiego małżeństwa ze słynną klawesynistką Marie-Rose Dubois Forqueray miał dwoje dzieci.